# Kádár János (újságíró)
Kádár János (Marosvásárhely, 1908. december 24. – Marosvásárhely, 1990. június 26.) magyar újságíró, szerkesztő.

## Életútja
Középiskolai tanulmányait szülővárosában a Református Kollégiumban végezte (1926). Mint nyomdász lett szakszervezeti és munkásmozgalmi lapok munkatársa. A Székelyföldi Népakarat (1934), ennek betiltása után a Székelyföldi Hírlap felelős szerkesztője, a Magyar Dolgozók Szövetsége (MEDOSZ) Új Szó című hetilapjának munkatársa és technikai szerkesztője (1935–36), a 6 Órai Újság és a Fodor István-féle Krónikás füzetek című helytörténeti sorozat munkatársa. Szövetkezeti tisztviselő (1941–44), a második világháború után a kolozsvári Népvédelem és a Salamon Ernő Athenaeum munkásszínpadának vezetője (1945–47), a Magyar Népi Szövetség (MNSZ) szervezője (1948–52), majd a marosvásárhelyi Vörös Zászló és Steaua Roșie kiadóhivatali igazgatója, néptanácsi aktivista.